# Ellobius alaicus
Ellobius alaicus (алайський лемінг) — вид гризунів родини Cricetidae. Він відомий тільки з Киргизстану, де був знайдений на помірних луках в Алайських горах. Ще небагато відомо про полівку. Йому загрожує втрата середовища проживання.

## Характеристики
З довжиною голови й тулуба від 110 до 132 мм, довжиною хвоста від 8 до 17 мм, вагою від 42,5 до 64 г і кольором хутра цей вид майже не відрізняється від Ellobius tancrei. Зверху коричневе хутро з жовтуватими відтінками, боки тіла та низ сірі. У алайського лемінга лоб і верхня частина морди трохи темніше. Іноді щоки трохи жовтіють. Різці чітко нахилені вперед, а корінні зуби мають коріння. Диплоїдний набір хромосом містить 54 хромосоми (2n=54).

## Поширення та спосіб життя
Відомі знахідки походять з Алайських гір у Киргизстані на висоті близько 3300 метрів. Мешкає ця полівка в гірських степах з розрізненими деревами і на гірських пасовищах. Інші аспекти поведінки, ймовірно, узгоджуються з зайсанським лемінгом (Ellobius tancrei).